# 8066 Польдімері
8066 Польдімері (8066 Poldimeri) — астероїд головного поясу, відкритий 6 серпня 1980 року.
Тіссеранів параметр щодо Юпітера — 3,165.